# En route vers l'or
En route vers l'or est un album hors-série de la bande dessinée des Simpson sorti en juin 2012 aux éditions Jungle. Cet album est consacré aux Jeux olympiques et est composé de deux histoires : Jeux pour les nazes et Ainsi naquirent les jeux de Springfield.